# Armando Monteiro Leite
Armando Monteiro Leite foi um Governador Civil dos Distritos de Viseu de 5 de Maio de 1926 e 10 de Outubro de 1927 e de Faro entre 11 de Dezembro de 1936 e 22 de Agosto de 1938.